# Зибер-Шумова, Надежда Олимпиевна
Надежда Олимпиевна Зибер-Шумова (7 мая [19 мая] 1856, Ростов, Ярославская губерния — 11 мая 1916, Санкт-Петербург) — российский химик, жена Н. И. Зибера. Первая в России женщина — профессор биохимии, внесшая существенный вклад в становление и развитие этой науки. Долгое время работала в сотрудничестве с М. В. Ненцким: вначале в Бернском университете в Швейцарии, а затем в Императорском институте экспериментальной медицины в Санкт-Петербурге.

## Биография
Надежда Олимпиевна Шумова родилась 7 (19) мая 1856 года в Ростове. Детство её прошло в Санкт-Петербурге. Окончив Мариинскую гимназию, она поступила на Владимирские высшие женские курсы в Петербурге, где обучалась до 1875 года. Под руководством А. М. Бутлерова Надежда занималась качественным и количественным анализом в частной химической лаборатории, после чего успешно сдала экзамены по курсу неорганической и органической химии.
Надежда стремилась получить высшее медицинское образование, однако в России это было невозможно для женщины. Поэтому она уехала в Европу, где училась вначале в Гейдельбергском университете, а затем в Collège de France. Впоследствии к ней присоединилась её сестра Екатерина.
В 1874 году Надежда Шумова вернулась в Россию и вышла замуж за Н. И. Зибера, в то время доцента кафедры политической экономии и статистики университета Св. Владимира в Киеве. Когда супруг вышел в отставку, она переехала вместе с ним в Швейцарию, где продолжила изучать медицину в Бернском университете. Уже в студенческие годы она имела научные публикации, а в 1880 году получила степень доктора медицины.
В 1877 году Надежда Зибер-Шумова присоединилась к исследовательской группе Марцелия Вильгельмовича Ненцкого, возглавлявшего отделение биохимии в Бернском университете и бывшего в числе первых исследователей микроорганизмов. Их сотрудничество продолжалось вплоть до смерти Ненцкого в 1901 году. Самостоятельно или в соавторстве с Ненцким Надежда Зибер-Шумова написала более 30 работ по химии и биохимии. Особо значимой была их совместная работа над исследованием пигмента крови гемина в рамках длительных исследований продуктов распада гемина, осуществлявшихся Ненцким. Совместные публикации Ненцкого и Зибер-Шумовой были в числе первых на эту тему. Кроме того, они совместно разработали метод обнаружения уробилина в моче, который впоследствии получил название «проба Ненцкого—Зибер». М. В. Ненцкий также проводил работы с производным мочевой кислоты — индолом — и вместе с Зибер-Шумовой предложил способ получения оксикетонов из жирных кислот и фенолов. После четырёх лет работы в лаборатории Ненцкого Надежда Зибер-Шумова была назначена ассистентом по физиологической химии Бернского университета, став первой женщиной, занявшей штатную должность в этом университете.
В 1891 году Марцелий Ненцкий был приглашён в Санкт-Петербург, где возглавил физиолого-химическое отделение Императорского института экспериментальной медицины (ныне Институт экспериментальной медицины). Зибер-Шумова, к тому времени овдовев, вошла в число старших сотрудников Ненцкого. После того как она подала прошение на имя Александра III о принятии на службу, её зачислили на должность помощника заведующего отделом. В 1892 году Надежда Зибер-Шумова принимала участие в планировании и оснащении институтской лаборатории, в которой затем проводились исследования по физиологической химии. Результаты исследований она нередко представляла на заседаниях Общества русских врачей. В 1895 году за работу по созданию противодифтеритной прививки Надежда Зибер-Шумова получила премию в размере тысячи рублей.
В 1890-х годах, в период многочисленных эпидемий, в России предпринимались усилия по организации системы здравоохранения и санитарного надзора. В 1892 году Ненцкий и Зибер-Шумова принимали участие в исследованиях, касавшихся эпидемии холеры. В поисках легкодоступных антисептиков они исследовали лечебные свойства сосновой живицы. Позднее, в 1895 и 1898 годах, Надежда Зибер-Шумова принимала участие в экспедициях на Кавказ, целью которых была борьба с чумой рогатого скота. Отчёт об экспедиции был затем опубликован в июльской книжке «Архива ветеринарных наук» за 1886 год. Кроме того, Зибер-Шумова сделала доклад о результатах экспедиций на заседании Общества Русских врачей, после чего была избрана его почётным членом.
После смерти Марцелия Ненцкого Надежда Зибер-Шумова была назначена заведующей химическим отделом, а в 1912 году стала первой женщиной, получившей права действительного члена института (вопреки существовавшему в уставе института положению, не предусматривавшему присвоения такого звания женщинам). В 1906 году она основала, совместно с профессором Н. П. Симановским, в имении Зорька Новгородской губернии женскую гимназию в память своей сестры, врача Е. О. Шумовой-Симановской и назначила стипендии учащимся (в числе которых были как крестьянские, так и городские девочки, а также дети дворян). Кроме того, в этом же имении она обустроила сельскую больницу с лабораторией.
После начала Первой мировой войны Надежда Олимпиевна Зибер-Шумова участвовала в организации лазарета для раненых и мастерских, в которых шили бельё воинам. В 1915 году тяжелая злокачественная болезнь крови заставила её слечь в постель. Она умерла 11 мая 1916 года и была похоронена на Тихвинском кладбище Александро-Невской лавры.
Надежда Зибер-Шумова продолжала писать и публиковать научные статьи по крайней мере до начала Первой мировой войны. Её работы, в том числе написанные в соавторстве с Ненцким, касаются химического состава различных пигментов животных тканей, красящих веществ крови и их производных, оксидаз и других ферментов, биологии брожения и гниения, химического состава бактерий, токсинов и антитоксинов, патогенности микроорганизмов и пр. Статьи, написанные до 1901 года, вошли в состав подготовленного и изданного Зибер-Шумовой посмертного сборника трудов Ненцкого (Marceli Nencki Opera omnia, Брауншвейг, 1904); последующие печатались в «Zeitschrift für Physiologische Chemie» и «Русском враче». Вероятно, в период до 1901 года Зибер-Шумова написала больше работ в области химии, чем кто-либо среди учёных-женщин. Одним из подтверждений весомости её вклада в науку является прижизненная публикация её биографии в Энциклопедии Брокгауза и Ефрона.
Помимо собственной научной деятельности, Н. О. Зибер-Шумова много делала для дальнейшего развития науки, в том числе за счёт средств, унаследованных ею от дяди. В 1907 году она учредила Премию имени М. В. Ненцкого, ежегодно присуждавшуюся лучшему исследователю-практиканту Химического отдела. Это был первый в истории российской науки грант, предназначенный для поддержки молодых исследователей. В 1909 году она пожертвовала польскому Обществу биологических исследований 50 000 рублей на организацию научно-исследовательского учреждения имени М. В. Ненцкого и завещала будущему институту часть своей личной библиотеки.
Надежда Олимпиевна Зибер-Шумова также руководила научной работой ряда практикантов Химического отдела — будущих исследователей, врачей и профессоров. В их числе можно упомянуть Р. Р. Вредена, О. В. Кондратовича, М. В. Черноруцкого, М. С. Маслова, С. И. Метальникова, Ф. Я. Чистовича, А. И. Ющенко.